# ديمتريوس الثاني (بابا الإسكندرية)
قداسة البابا ديميتريوس الثاني كان بابا الإسكندرية وبطريرك الكرازة المرقسية ال 111
جلس البابا ديمتريوس الثاني البطريرك ال 111 على السدة الرسولية يوم 15 يونيو 1862 وتنيح يوم 18 يناير 1870 جاء عنه في كتاب «الكافي في تاريخ مصر القديم والحديث» الجزء الرابع ما يلي:
«.. وكان شهماً عاقلاً محباً للعلوم، فاعتنى بترتيب المدارس وبالغ في وضعها على النحو الذي نحاه البابا كيرلس الرابع مؤسسها، فأعانه الخديوي إسماعيل على ذلك وأقطع المدارس القبطية أرضاً واسعة مساحتها ألف وخمسمائة فداناً أوقفت على عمارتها وتوسيع نطاق العلوم فكانت له أعظم عضد» 
حضر حفل افتتاح قناة السويس مع ملوك وعظماء العالم يوم 17 نوفمبر 1869.
| سبقه كيرلس الرابع | بطريرك الإسكندرية 1862-1870 | تبعه كيرلس الخامس |